# 동은의학박물관
연세대학교 의과대학 동은의학박물관(延世大學校 醫科大學 東隱醫學博物館, Dong-Eun Medical Museum)은 서울특별시 서대문구의 대학 전문 박물관이다. 1976년 학교법인 동은학원에서 개관한 동은의학박물관과 유물 등을 1980년, 연세대학교 의과대학에 기증하였다. 이에 의과대학은 의사학자료실을 설립했고, 1990년대 조직이 개편되어, 동은의학박물관으로 이름을 회복하고 현재에 이르고 있다.
연세 세브란스의 역사와 함께, 대한민국 근대 의학 발전상과 관련한 유물을 상설 전시중에 있다.

## 관람 안내
- 관람 시간 : 9:00 ~ 17:00 (토요일, 법정 공휴일 휴관)
- 관람료 : 무료
- 연세대학교 신촌캠퍼스 내 위치

## 같이 보기
- 연세대학교
- 연세대학교 의료원